# 上山市立西郷第二小学校
上山市立西郷第二小学校（かみのやましりつ にしごうだいにしょうがっこう）は、山形県上山市にあった公立小学校。

## 概要
上山市の高松地区の高台に立地していた。
卒業証書は、子供たちが自分で漉いて製作した地元の伝統工芸品である高松和紙を使用した。
校章の正三角形は竜沢を含む高松、石曽根、川口の三字を表し、黒い部分の三角形は自治、共和、勤労を表している。全体の星形は北斗星を表し、どこからでも見える心の透き通った人間を意味する。

## 沿革
- 1887年（明治20年）4月1日 - 上山尋常小学校石曽根分校から独立し、「石曽根尋常小学校」として開校[2]。開校時の児童数は66人[1]。
- 1888年（明治21年）10月 - 「高松尋常小学校」に改称し、高松村へ移転[3]。
- 「西郷村高松尋常高等小学校」に改称[4]。
- 1895年（明治28年） - 高松実業補習学校を併設[4]。
- 「高松尋常小学校」に改称[5]。
- 1896年（明治29年）11月 - 高松字竜沢に竜沢分教場を開設[6]。
- 1901年（明治34年）12月 - 西郷村高松に新校舎を落成し、移転[7]。
- 1902年（明治35年）5月 - 「高松尋常高等小学校」に改称[8]。
- 1909年（明治42年）12月 - 高松実業補習学校女子部を併設[9]。
- 1941年（昭和16年）4月1日 - 国民学校令施行により、「西郷村第二国民学校」に改称[10]。
- 1944年（昭和19年） - 児童数が最多を記録（452人）[1]。
- 1947年（昭和22年）4月1日 - 学校教育法施行により、「西郷村立西郷第二小学校」に改称[11]。
- 1954年（昭和29年）10月1日 - 町村合併により、「上山市立西郷第二小学校」に改称[12]。
- 1978年（昭和53年） - 交通安全少年団活動を開始[1]。
- 2006年（平成18年）4月1日 - 竜沢分校を統合[13][14]。
- 2015年（平成27年）
  - 3月21日 - 閉校式を開催[1]。
  - 3月31日 - 上山市立南小学校への統合により、閉校[15][16]。

## 学区
- 高松、石曽根、川口、竜沢[1]

## 校歌
- 作詞：芳賀秀次郎
- 作曲：斎藤次郎[1]

## 進学先の中学校
- 上山市立南中学校（上山市長清水）